# Pemmo (Friaul)

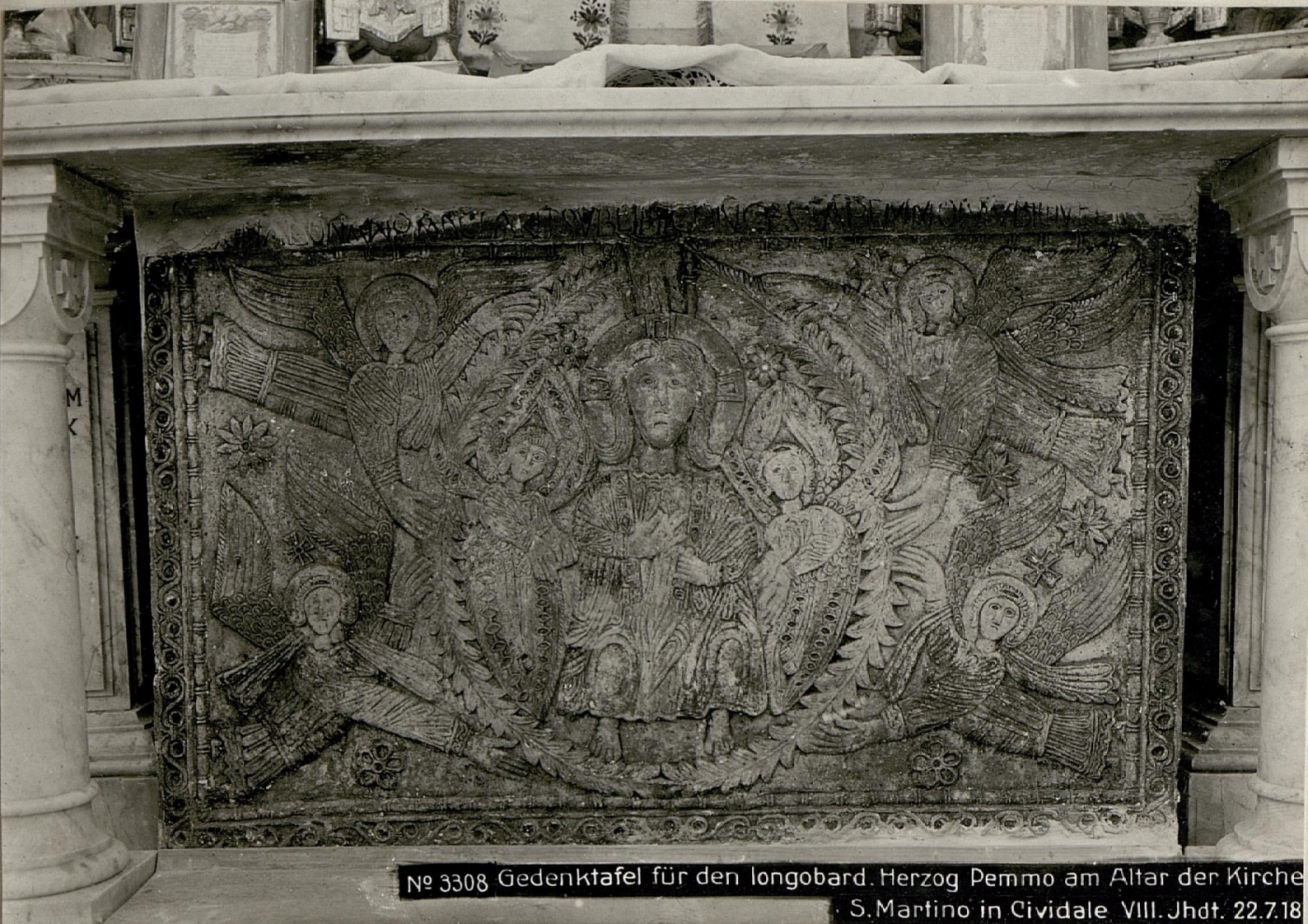
Gedenktafel am Altar des Ratchis, des Sohnes Pemmos, den er zum Gedenken an seinen Vater aufstellen ließ (fotografiert während des Ersten Weltkrieges)

Pemmo war von 706 bis 739 dux (Herzog) des langobardischen Herzogtums Friaul.

## Leben
Pemmo war ein Sohn des Billo aus dem Ort Bellunum (Belluno), der wegen eines Aufstandes nach Forum Julii (Cividale) emigriert war. Pemmo war mit Ratperga verheiratet, mit der er die Söhne Ratchis, Ratchait und Aistulf hatte.
Als Nachfolger des abgesetzten Corvolus wurde Pemmo um 706 dux des Friaul. In seinem Haushalt zog er die Waisen der im letzten Krieg gegen die Slawen gefallenen Langobarden mit seinen eigenen Söhnen auf.
Als die Slawen in Lauriana einfielen, marschierte Pemmo ihnen mit seinen inzwischen erwachsenen Zöglingen. Die Slawen erlitten hohe Verluste, während Pemmo (angeblich) nur einen Mann verlor, bevor ein Friedensvertrag geschlossen wurde.

Als der Patriarch Calixtus von Aquileia den exilierten Bischof Amator von Julia Carnica aus Forum Julii vertrieb, griff Pemmo ein und nahm den Patriarchen Calixtus gefangen. König Liutprand setzte darauf Pemmo ab und übergab das Dukat um 739 dessen Sohn Ratchis. Pemmo wollte mit seinen Anhängern zu den Slawen fliehen, doch Ratchis konnte den König zur Versöhnung bewegen. Pemmo wurde mit seinen Söhnen Ratchait und Aistulf begnadigt, die anderen Missetäter wurden eingesperrt. 

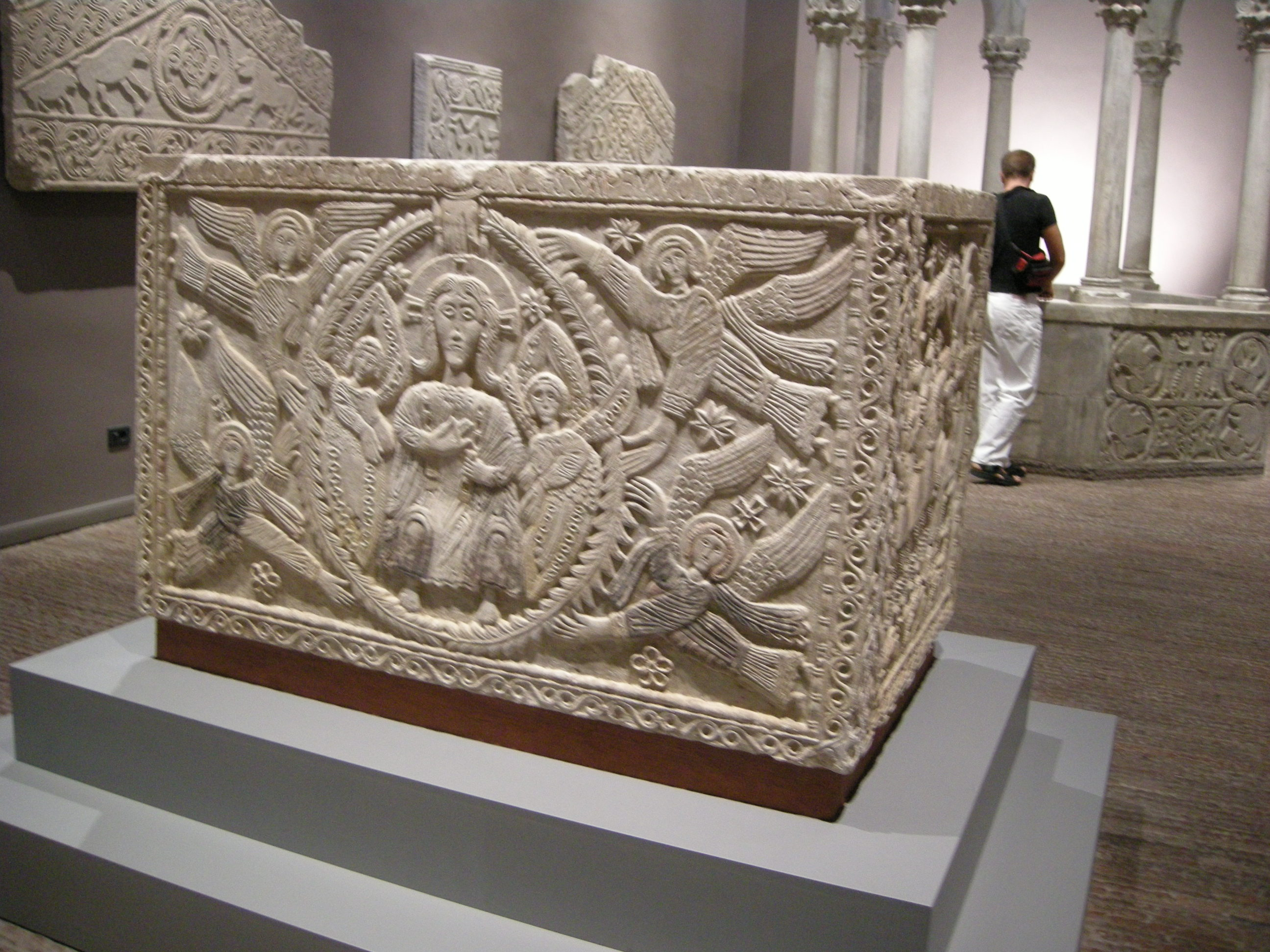
Der Ratchis-Altar im Museo Cristiano di Cividale del Friuli.

Pemmos weiteres Leben ist nicht überliefert.
Ratchis stiftete zu Ehren seines Vaters Pemmo einen Altar. Die Inschrift berichtet vom „berühmten und edlen Pemmo“, der die zerstörte Johannes-Kirche wiederaufbaute und mit vielen Geschenken bereicherte.
DE MAXIMA DONA XPI AD CLARIT SVEBEIMI CONCESSA PEMMONI VBIQVE DIRVTO

FORMARENTVR VT TEMPLA NAM EI INTER RELIQVAS

SOLARIVM BEATI JOHANNIS ORNABIT PENDOLA EX AVRO PVLCHRO ALT

ARE DITABIT MARMORIS COLORE RATCHIS HIDEBOHRIT.